# Frenoliga
Koordinati:   44°46′06″N, 13°54′07″E
Frenoliga je majhen otoček ob južni istrski obali.
Frenoliga, ki se v nekaterih zemljevidih imenuje tudi Fenoliga, je majhen podolgovat otoček, ki leži okoli 0,5 km zahodno od rta Kršine na polotoku Kamenjak v Istri. Površina otočka meri 0,025 km². Dolžina obalnega pasu je 0,61 km. Najvišja točka na otočku doseže višino 7 mnm.
Znan je zlasti po odtisu nog dinozavrov.